# Hyliota
Hyliota es un género de aves paseriformes. Es el único género de la familia Hyliotidae. Anteriormente se clasificaba dentro de la familia Sylviidae, pero actualmente se considera que no pertenece a la superfamilia Sylvioidea, siendo un grupo basal al infraorden Passerida, pero sin parientes cercanos conocidos. Quizás algo cercana sea la familia Promeropidae, de las aves azucareras (Fuchs et al. 2006).

## Especies
Contiene las siguientes especies:
- Hyliota australis, hiliota austral.
- Hyliota flavigaster, hiliota ventrigualda.
- Hyliota usambara, hiliota de los Usambara.
- Hyliota violacea, hiliota violácea.